# Oreopsittacus arfaki
El lori bigotudo (Oreopsittacus arfaki) es una especie de ave psitaciforme de la familia Psittaculidae endémica de Nueva Guinea.

## Taxonomía
Es la única especie del género Oreopsittacus. Se reconocen las siguientes subespecies según el orden filogenético de la lista del Congreso Ornitológico Internacional:
- O. arfaki arfaki (A.B. Meyer, 1874)
- O. arfaki major Ogilvie-Grant, 1914
- O. arfaki grandis Ogilvie-Grant, 1895